# سوت‌کش گویانی
سوت‌کش گویانی (نام علمی: Schiffornis olivacea) نام یک گونه از سرده سوت‌کش‌ها است.